# John Sheldon (pilote automobile)
Pour les articles homonymes, voir John Sheldon et Sheldon.
John Sheldon (né le 2 décembre 1946) à Londres en Angleterre est un ancien pilote de course automobile international britannique qui a notamment participé à différentes saisons du Championnat du monde des voitures de sport. 

## Carrière
John Sheldon a eu un gros accident aux 24 Heures du Mans 1984 : il s'est écrasé à près de 322 km/h. Le feu de l'impact était si grand qu'il a embrasé une partie de la forêt voisine. La voiture a été détruite et Sheldon avait des brûlures aux mains et sur le côté gauche. Malheureusement, un commissaire de course a été tué dans l'accident. 

## Palmarès

### Résultats aux24 heures du Mans
| Année | Écurie                              | Copilotes                                 | Voiture         | Classe | Tours | Pos. | Class Pos. |
| ----- | ----------------------------------- | ----------------------------------------- | --------------- | ------ | ----- | ---- | ---------- |
| 1982  | Chevron Racing Cars                 | Martin Birrane (en) Neil Crang            | Chevron B36     | Gr.6   | 57    | Abd. | Abd.       |
| 1983  | François Duret                      | François Duret Ian Harrower               | De Cadenet-Lola | C Jr   | 214   | Nc.  | Nc.        |
| 1984  | Viscount Downe Aston Martin         | Mike Salmon (en) Richard Attwood          | Nimrod NRA/C2 B | C1     | 52    | Abd. | Abd.       |
| 1985  | ADA Engineering                     | Ian Harrower Steve Earle                  | Gebhardt JC843  | C2     | 298   | 16e  | 2e         |
| 1986  | Roy Baker-Racing Tiga               | Nick Nicholson Thorkild Thyrring          | Tiga GC286      | C2     | 125   | Abd. | Abd.       |
| 1987  | Team Tiga-Ford Denmark              | Thorkild Thyrring Ian Harrower            | Tiga GC287      | C2     | 271   | 10e  | 4e         |
| 1988  | Charles Ivey Racing                 | Tim Harvey (en) Chris Hodgetts            | Tiga GC287      | C2     | 301   | 20e  | 3e         |
| 1989  | Tiga Race Team                      | Max Cohen-Olivar Robin Donovan            | Tiga GC289      | C2     | 126   | Abd. | Abd.       |
| 1990  | ADA Engineering                     | Ian Harrower Jerry Mahony (en)            | ADA 02B         | C2     | 164   | Abd. | Abd.       |
| 1991  | Euro Racing Chamberlain Engineering | Ferdinand de Lesseps Charles Rickett (en) | Spice SE89C     | C1     | 85    | Abd. | Abd.       |
| 1992  | Action Formula                      | Luigi Taverna Alessandro Gini             | Spice SE90C     | C1     | 150   | Abd. | Abd.       |

### Résultats aux12 Heures de Sebring
| Année | Écurie                  | Copilotes                          | Voiture     | Classe | Tours | Pos. | Class Pos. |
| ----- | ----------------------- | ---------------------------------- | ----------- | ------ | ----- | ---- | ---------- |
| 1982  | Angelo Pallavicini (de) | Angelo Pallavicini (de) Neil Crang | Porsche 935 | GTP    | 119   | Abd. | Abd.       |
| 1991  | R. J. Racing            | Tommy Johnson Bob Robertson        | Tiga GC287  | Lights | 82    | Abd. | Abd.       |
| 1995  | Dan Lewis               | Tommy Johnson Dan Lewis            | Mazda MX-6  | GTS-2  | 228   | 19e  | 7e         |